# USS Manchester (LCS-14)
USS Manchester (LCS-14) — сьомий корабель типу «Індепенденс» і чотирнадцятого класу Бойових кораблів прибережної зони, який знаходиться в складі ВМС США. Він є другим кораблем, який отримав назву на честь міста Манчестер, штат Нью-Гемпшир. 

## Будівництво
Кіль корабля був закладений 29 червня 2015 року в місті Мобіл, штат Алабама.  Хрещеною матір'ю стала сенатор штату Нью-Гемпшир Джоан Шахін, яка поставила свої ініціали на заставну дошку, яка була приварена до кіля корабля. 7 травня 2016 року відбулася церемонія хрещення. Спущений на воду 12 травня. 15 грудня 2017 завершив приймальні випробування. 28 лютого 2018 року передано до військово-морського флоту США. 5 травня покинув корабельню Мобіл і вирушив у Портсмут (штат Нью-Гемпшир), куди прибув з тижневим візитом 21 травня, для підготовки до церемонії введення в експлуатацію. 26 травня відбулася церемонія введення в експлуатацію. Після цього корабель вирушив до порту приписки Сан-Дієго (штат Каліфорнія), куди вперше прибув 19 червня 2018 року.   